# Liga de Voleibol Superior Masculino 2018
La Liga de Voleibol Superior Masculino 2018 si è svolta dal 17 maggio al 20 agosto 2018: al torneo hanno partecipato 5 franchigie portoricane e la vittoria finale è andata per la quinta volta, la terza consecutiva, ai Mets de Guaynabo.

## Regolamento
È prevista una regular season in cui le cinque squadre partecipanti si affrontano fino ad un totale di sedici incontri, al termine dei quali le prime quattro classificate accedono ai play-off scudetto, dove vengono accoppiate col metodo della serpentina e danno vita a semifinali e finale al meglio delle sette gare.

## Squadre partecipanti
Al campionato di Liga de Voleibol Superior Masculino 2018 partecipano 5 franchigie, tra le quali i rifondati Llaneros de Toa Baja, frutto di una nuova espansione della lega. Capitanes de Arecibo, Caribes de San Sebastián, Cariduros de Fajardo, Gigantes de Carolina, Indios de Mayagüez e Plataneros de Corozal, tutte aventi diritto di partecipazione, hanno rinunciato alla partecipazione
| Club                 | Stagione | Città     | Impianto                       | Stagione precedente |
| -------------------- | -------- | --------- | ------------------------------ | ------------------- |
| Cafeteros de Yauco   | dettagli | Yauco     | Coliseo Raúl "Pipote" Oliveras | In LVSM             |
| Changos de Naranjito | dettagli | Naranjito | Coliseo Gelito Ortega          | In LVSM             |
| Gigantes de Adjuntas | dettagli | Adjuntas  | Coliseo Rafael Llull Pérez     | In LVSM             |
| Llaneros de Toa Baja | dettagli | Toa Baja  | Coliseo Antonio R. Barceló     | -                   |
| Mets de Guaynabo     | dettagli | Guaynabo  | Coliseo Mario Morales          | In LVSM             |

## Campionato

### Regular season
| Risultati |                      |     |                                   |
|           |                      |     |                                   |
| 17-05     | Yauco - Adjuntas     | 0-3 | [ 1 ]                             |
| 18-05     | Naranjito - Toa Baja | 1-3 | [ 1 ]                             |
| 19-05     | Guaynabo - Yauco     | 3-0 | [ 1 ]                             |
| 20-05     | Adjuntas - Toa Baja  | 3-0 | [ 1 ]                             |
| 23-05     | Guaynabo - Naranjito | 3-2 | [ 1 ]                             |
| 23-05     | Toa Baja - Adjuntas  | 1-3 | [ 1 ]                             |
| 24-05     | Yauco - Toa Baja     | 1-3 | 25-21, 19-25, 23-25, 17-25        |
| 25-05     | Naranjito - Adjuntas | 0-3 | 22-25, 21-25, 19-25               |
| 26-05     | Yauco - Naranjito    | 0-3 | 23-25, 19-25, 21-25               |
| 26-05     | Toa Baja - Guaynabo  | 0-3 | 23-25, 22-25, 18-25               |
| 27-05     | Adjuntas - Guaynabo  | 1-3 | 23-25, 25-19, 20-25, 20-25        |
| 31-05     | Naranjito - Yauco    | 0-3 | 27-29, 20-25, 14-25               |
| 01-06     | Adjuntas - Guaynabo  | 1-3 | 21-25, 25-27, 25-22, 23-25        |
| 02-06     | Yauco - Toa Baja     | 0-3 | 19-25, 20-25, 21-25               |
| 03-06     | Naranjito - Adjuntas | 3-2 | 25-18, 19-25, 25-23, 20-25, 15-10 |
| 03-06     | Guaynabo - Toa Baja  | 1-3 | 13-25, 18-25, 25-23, 18-25        |
| 05-06     | Yauco - Guaynabo     | 1-3 | 21-25, 15-25, 25-21, 18-25        |
| 05-06     | Adjuntas - Naranjito | 3-1 | 25-18, 24-26, 25-23, 25-19        |
| 07-06     | Guaynabo - Yauco     | 3-1 | 25-18, 25-22, 23-25, 25-23        |
| 08-06     | Toa Baja - Naranjito | 2-3 | 25-21, 25-17, 21-25, 19-25, 13-15 |

| Risultati |                      |     |                                   |
|           |                      |     |                                   |
| 10-06     | Adjuntas - Toa Baja  | 3-1 | 25-23, 22-25, 25-20, 25-16        |
| 13-06     | Yauco - Naranjito    | 1-3 | 20-25, 25-20, 19-25, 19-25        |
| 15-06     | Naranjito - Guaynabo | 0-3 | 12-25, 23-25, 20-25               |
| 15-06     | Toa Baja - Adjuntas  | 3-1 | 25-17, 23-25, 25-16, 25-18        |
| 16-06     | Adjuntas - Yauco     | 3-0 | 25-16, 34-32, 25-22               |
| 17-06     | Toa Baja - Yauco     | 3-0 | 25-19, 25-18, 25-22               |
| 17-06     | Guaynabo - Naranjito | 3-1 | 21-25, 25-19, 25-18, 25-19        |
| 19-06     | Naranjito - Guaynabo | 3-1 | 25-22, 25-16, 18-25, 25-21        |
| 22-06     | Guaynabo - Toa Baja  | 0-3 | 23-25, 17-25, 16-25               |
| 23-06     | Yauco - Adjuntas     | 0-3 | 17-25, 16-25, 22-25               |
| 24-06     | Toa Baja - Naranjito | 3-1 | 25-16, 25-20, 21-25, 25-15        |
| 28-06     | Toa Baja - Guaynabo  | 3-0 | 25-23, 30-28, 25-22               |
| 29-06     | Adjuntas - Yauco     | 3-0 | 26-24, 25-20, 25-21               |
| 30-06     | Naranjito - Toa Baja | 0-3 | 17-25, 16-25, 23-25               |
| 30-06     | Guaynabo - Adjuntas  | 3-1 | 25-19, 10-25, 25-20, 28-26        |
| 01-07     | Naranjito - Yauco    | 3-2 | 23-25, 25-22, 25-17, 25-27, 15-12 |
| 03-07     | Toa Baja - Yauco     | 3-0 | 25-12, 25-20, 25-18               |
| 04-07     | Adjuntas - Naranjito | 3-1 | 25-21, 25-20, 22-25, 25-19        |
| 04-07     | Yauco - Guaynabo     | 0-3 | 18-25, 15-25, 19-25               |
| 05-07     | Guaynabo - Adjuntas  | 3-1 | 16-25, 25-22, 25-20, 25-20        |

#### Classifica
| Pos. | Squadra              | Pt | G  | V  | P  | SV | SP | Ratio | PF | PS | Ratio |
| ---- | -------------------- | -- | -- | -- | -- | -- | -- | ----- | -- | -- | ----- |
| 1    | Mets de Guaynabo     | 35 | 16 | 12 | 4  |    |    |       |    |    |       |
| 2    | Llaneros de Toa Baja | 34 | 16 | 11 | 5  |    |    |       |    |    |       |
| 3    | Gigantes de Adjuntas | 31 | 16 | 10 | 6  |    |    |       |    |    |       |
| 4    | Changos de Naranjito | 16 | 16 | 6  | 10 |    |    |       |    |    |       |
| 5    | Cafeteros de Yauco   | 4  | 16 | 1  | 15 |    |    |       |    |    |       |

| Ai play-off scudetto |

### Play-off scudetto
|  | Semifinali           | Semifinali           | Semifinali           | Semifinali           | Semifinali           | Semifinali | Semifinali | Semifinali | Semifinali |  |  | Finale | Finale               | Finale               | Finale | Finale | Finale | Finale | Finale | Finale |  |
|  |                      |                      |                      |                      |                      |            |            |            |            |  |  |        |                      |                      |        |        |        |        |        |        |  |
|  | Mets de Guaynabo     | Mets de Guaynabo     | Mets de Guaynabo     | Mets de Guaynabo     | Mets de Guaynabo     | 3          | 3          | 3          | 3          |  |  |        |                      |                      |        |        |        |        |        |        |  |
|  | Changos de Naranjito | Changos de Naranjito | Changos de Naranjito | Changos de Naranjito | Changos de Naranjito | 0          | 0          | 0          | 2          |  |  | 1      | Mets de Guaynabo     | Mets de Guaynabo     | 2      | 3      | 1      | 3      | 3      | 3      |  |
|  | Llaneros de Toa Baja | Llaneros de Toa Baja | Llaneros de Toa Baja | Llaneros de Toa Baja | 3                    | 2          | 2          | 1          | 1          |  |  | 3      | Gigantes de Adjuntas | Gigantes de Adjuntas | 3      | 0      | 3      | 0      | 1      | 0      |  |
|  | Gigantes de Adjuntas | Gigantes de Adjuntas | Gigantes de Adjuntas | Gigantes de Adjuntas | 0                    | 3          | 3          | 3          | 3          |  |  |        |                      |                      |        |        |        |        |        |        |  |

#### Semifinali
| Gara 1 |                      |     |                     |
|        |                      |     |                     |
| 08-07  | Guaynabo - Naranjito | 3-0 | 25-23, 25-17, 34-32 |
| 07-07  | Toa Baja - Adjuntas  | 3-0 | 25-21, 25-20, 25-23 |

| Gara 2 |                      |     |                                   |
|        |                      |     |                                   |
| 11-07  | Naranjito - Guaynabo | 0-3 | 23-25, 18-25, 20-25               |
| 11-07  | Adjuntas - Toa Baja  | 3-2 | 23-25, 17-25, 25-22, 25-21, 15-10 |

| Gara 3 |                      |     |                                   |
|        |                      |     |                                   |
| 12-07  | Guaynabo - Naranjito | 3-0 | 31-29, 25-17, 25-21               |
| 12-07  | Toa Baja - Adjuntas  | 2-3 | 25-22, 25-22, 26-28, 21-25, 12-15 |

| Gara 4 |                      |     |                                   |
|        |                      |     |                                   |
| 14-07  | Naranjito - Guaynabo | 2-3 | 28-26, 13-25, 25-22, 19-25, 13-15 |
| 14-07  | Adjuntas - Toa Baja  | 3-1 | 29-27, 25-23, 13-25, 25-23        |

| \| Gara 5 \| \| \| \| \| \| \| \| \| \| 15-07 \| Toa Baja - Adjuntas \| 1-3 \| 23-25, 26-28, 25-19, 23-25 \| |                     |     |                            |
| Gara 5 |                     |     |                            |
| |                     |     |                            |
| 15-07 | Toa Baja - Adjuntas | 1-3 | 23-25, 26-28, 25-19, 23-25 |

#### Finale
| Gara 1 |                     |     |                                  |
|        |                     |     |                                  |
| 17-07  | Guaynabo - Adjuntas | 2-3 | 22-25, 19-25, 25-18, 30-28, 9-15 |

| Gara 2 |                     |     |                     |
|        |                     |     |                     |
| 18-07  | Adjuntas - Guaynabo | 0-3 | 20-25, 20-25, 21-25 |

| Gara 3 |                     |     |                            |
|        |                     |     |                            |
| 20-07  | Adjuntas - Guaynabo | 3-1 | 32-30, 20-25, 25-22, 25-22 |

| Gara 4 |                     |     |                     |
|        |                     |     |                     |
| 21-07  | Guaynabo - Adjuntas | 3-0 | 25-18, 25-16, 25-23 |

| Gara 5 |                     |     |                            |
|        |                     |     |                            |
| 08-08  | Guaynabo - Adjuntas | 3-1 | 21-25, 25-17, 25-23, 25-20 |

| Gara 6 |                     |     |                     |
|        |                     |     |                     |
| 10-08  | Adjuntas - Guaynabo | 0-3 | 23-25, 21-25, 20-25 |

## Premi individuali
| Premio                   | Giocatore                                       | Squadra                                                    |
| ------------------------ | ----------------------------------------------- | ---------------------------------------------------------- |
| MVP della Regular Season | Sequiel Sánchez                                 | Mets de Guaynabo                                           |
| MVP della Finale         | Maurice Torres                                  | Mets de Guaynabo                                           |
| Miglior realizzatore     | Sequiel Sánchez Ulises Maldonado Pedrito Sierra | Mets de Guaynabo Gigantes de Adjuntas                      |
| Miglior attaccante       | Sequiel Sánchez Ulises Maldonado Ángel Rivera   | Mets de Guaynabo Gigantes de Adjuntas Changos de Naranjito |
| Miglior muro             | Pedrito Sierra                                  | Gigantes de Adjuntas                                       |
| Miglior servizio         | Kevin López                                     | Llaneros de Toa Baja                                       |
| Miglior ricevitore       | José Mulero                                     | Gigantes de Adjuntas                                       |
| Miglior difesa           | José Mulero                                     | Gigantes de Adjuntas                                       |
| Miglior libero           | José Mulero                                     | Gigantes de Adjuntas                                       |
| Miglior esordiente       | Carlos Rondón                                   | Cafeteros de Yauco                                         |
| Rising star              | Kevin López                                     | Llaneros de Toa Baja                                       |
| Miglior allenatore       | Luis Aponte                                     | Mets de Guaynabo                                           |
| Miglior presidente       | Ramón Rosado                                    | Mets de Guaynabo                                           |